# Palazzo Cassoli-Tirelli
Il palazzo Cassoli - Tirelli è un edificio civile che si trova ai civici 30/A e 32 di via Toschi, nel centro storico di Reggio Emilia.

## Storia
Fu commissionato nel 1913 dalla contessa Barbara Tirelli come residenza di città per lei e per il marito conte Giuseppe Cassoli, sul progetto dell'architetto fiorentino Luigi Caldini e fu terminato nel 1915. Si inserisce nella corrente neoeclettica reggiana.
Prima di trasferirsi nel nuovo palazzo, la coppia Cassoli-Tirelli, all'epoca assai in vista, viveva in una parte del palazzo di famiglia della contessa Barbara. D'estate invece risiedevano nella villa "Il Più Bello", situata a Puianello di Quattro Castella, che fu costruita da Antonio Re, fratello del più celebre Filippo e che sempre la Tirelli aveva acquistato a fine Ottocento.
Finché rimasero in vita, i proprietari tenevano nel palazzo una cospicua collezione di opere d'arte. 
Ereditato nel 1948 dalla contessa Marianna Tirelli, moglie di Natale Prampolini, fu poi venduto nel 1950 all'Associazione degli Industriali di Reggio Emilia la quale tuttora vi ha la sua sede principale.

## Descrizione
Di forte impatto visivo risulta la facciata con la torre che dà su via Don Zefirino Jodi, la merlatura e le finestre bifore e trifore.

## Galleria d'immagini

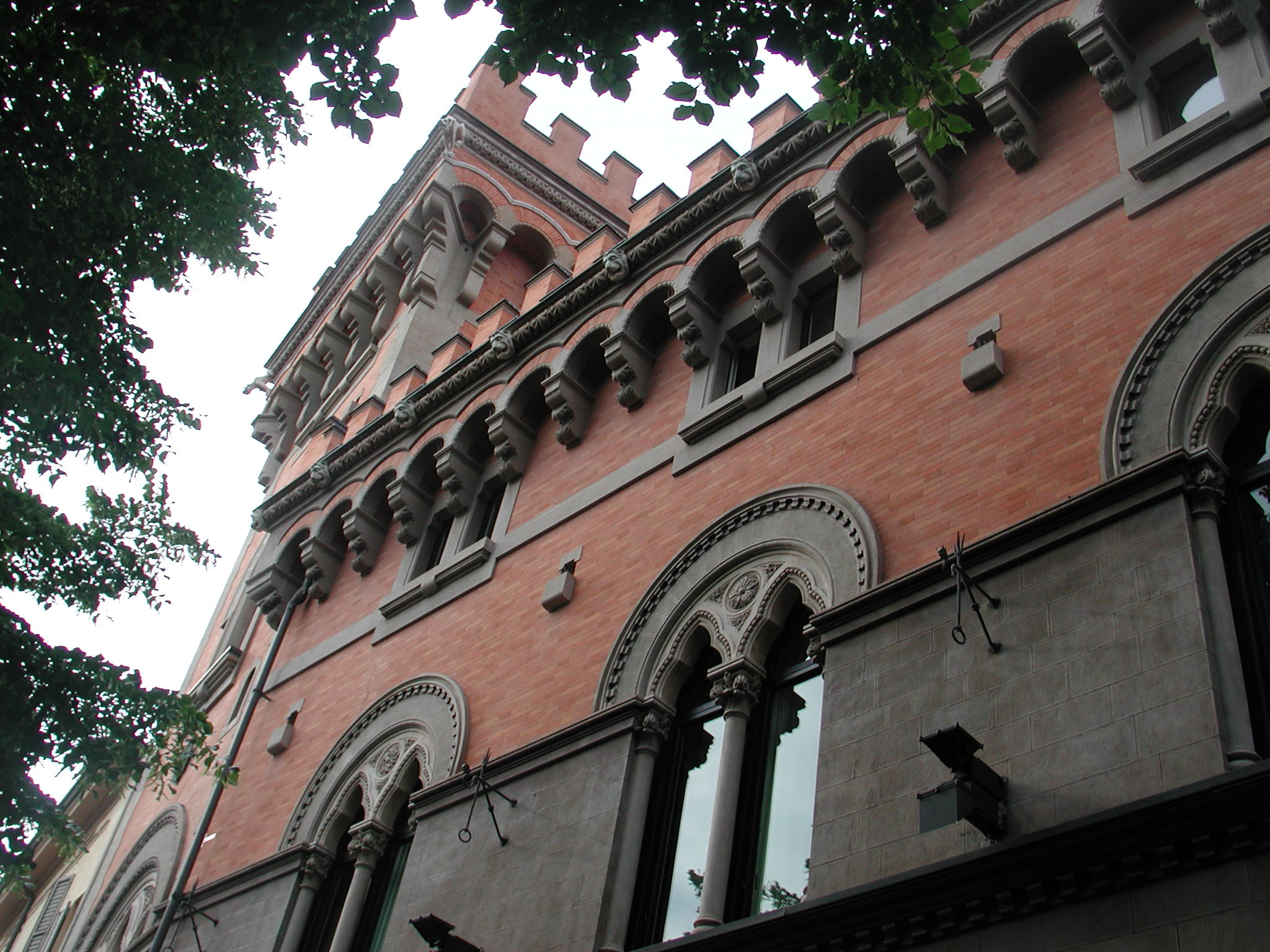
Facciata
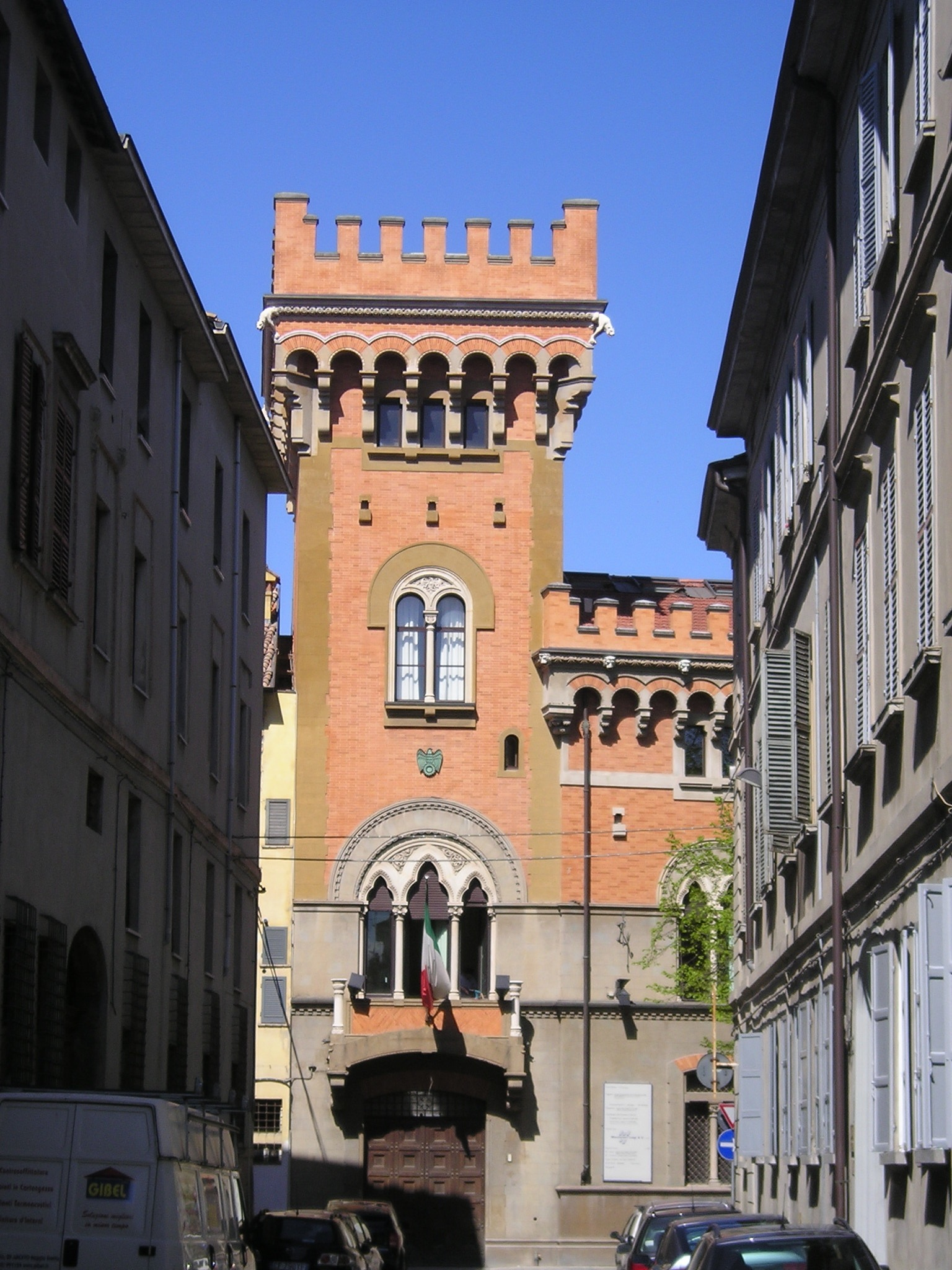
La torre vista da via Don Zefirino Jodi